# Orcevia yahaha
Espèce
Orcevia yahaha est une espèce d'araignées aranéomorphes de la famille des Salticidae.

## Distribution
Cette espèce est endémique  du Sarawak en Malaisie,. Elle se rencontre dans le parc national du Gunung Mulu.

## Description
La carapace du mâle holotype mesure mm et l'abdomen mm et la carapace de la femelle paratype mm et l'abdomen mm.

## Systématique et taxinomie
Cette espèce a été décrite par Yu, Maddison et Zhang en 2023.

## Étymologie
Cette espèce est nommée en référence à Yahaha ou Korok.

## Publication originale
- Yu, Maddison & Zhang, 2023 : « Taxonomic revision of Orcevia Thorell, 1890, with description of fifteen new species (Araneae, Salticidae, Euophryini). » Zootaxa, no 5384(1), p. 1-79.